# バレーボールオーストラリア女子代表
バレーボールオーストラリア女子代表は、バレーボールの国際大会で編成されるオーストラリアの女子バレーボールナショナルチームである。

## 歴史
1968年に国際バレーボール連盟へ加盟。1975年アジア選手権に初出場し4位。アジア選手権には男子代表と同様に全大会に出場している。世界選手権は1982年大会に初出場。2000年には自国開催のシドニーオリンピックに初出場を果たした。

## 過去の成績

### オリンピックの成績
1964年から1996年まで出場なし
- 2000年 - 9位
- 2004年 - 不出場
- 2008年 - 不出場

### 世界選手権の成績
1952年から1978年まで出場なし
| - 1982年 - 12位 - 1986年 - 不出場 - 1990年 - 不出場 - 1994年 - 不出場 - 1998年 - アジア予選敗退 - 2002年 - 21位 | - 2006年 - アジア予選敗退 - 2010年 - 不参加 |  |

### アジア選手権の成績
| - 1975年 - 4位 - 1979年 - 4位 - 1983年 - 7位 - 1987年 - 7位 - 1989年 - 7位 - 1991年 - 6位 | - 1993年 - 10位 - 1995年 - 6位 - 1997年 - 7位 - 1999年 - 6位 - 2001年 - 6位 - 2003年 - 9位 | - 2005年 - 10位 - 2007年 - 8位 - 2009年 - 9位 - 2011年 - 10位 - 2013年 - 9位 - 2015年 - 9位 - 2017年 - 10位 |